# Eupithecia herefordaria
Eupithecia herefordaria là một loài bướm đêm trong họ Geometridae.